# Inazuma Eleven 2
Inazuma Eleven 2 (イナズマイレブン2 脅威の侵略者 Inazuma Irebun 2: Kyoui no Shinryakusha?, lit. "Inazuma Eleven 2: La amenaza de los invasores") en japonés, es el segundo videojuego publicado para la consola Nintendo DS de la franquicia Inazuma Eleven, siendo la secuela del videojuego homónimo. Hay dos ediciones del juego, Ventisca Eterna (ブリザード Blizzard en japonés) y Tormenta de Fuego (ファイア Fire en japonés).
Salió en Japón el 1 de octubre de 2009 y en Europa el 16 de marzo de 2012, su gran éxito en sus dos versiones, propició que se lanzara una nueva secuela titulada Inazuma Eleven 3.

## Copias vendidas
El gran videojuego Inazuma eleven 2 supera las 6 millones de copias en sus mejores días.

### Edición Tormenta de Fuego
En este caso, el equipo rival será el Prominence, y la historia se enfocará en Axel Blaze y Nelly Raimon.

### Edición Ventisca Eterna
En este caso, el equipo rival será Polvo de Diamantes (Diamond en inglés), y la historia se centrará en Shawn Froste y Silvia Woods.

## Argumento
Después de ganar la final del torneo Fútbol Frontier al final de Inazuma Eleven, el equipo de fútbol del Instituto Raimon se reunió en la Ribera del Río para celebrar la victoria. Una explosión en la escuela sucede, y el equipo se dirige inmediatamente hacia allí. Al llegar, el instituto se encontraba en ruinas, y unos extraños seres afirman venir del espacio, del remoto Planeta Alius. El Instituto Raimon deberá recorrer toda Japón para reclutar a los mejores futbolistas del país y crear un equipo capaz de vencer a los de la malvada Academia Alius.

## Novedades
El videojuego cuenta con una serie de mejoras respecto a su antecesor. Una de ellas es la capacidad de evolucionar las 'supertécnicas' a un nivel superior, llamado estado o grado dependiendo de cuál.
Se añaden dos nuevos tipos de técnicas: El tiro largo (para chutar desde cualquier área del campo de fútbol) y el bloqueo de tiros, para utilizar una técnica de tiro o bloqueo como reducción de poder de la técnica de tiro de un rival, pudiendo detenerlo al completo, o pudiendo reducirlo suficiente para ayudar al portero.
Adicionalmente, para las versiones japonesas debuta una función denominada cadenas de partidos, que consisten en rutas con una serie de partidos contra equipos de la historia o secundarios. Esta característica venía incluida en el videojuego anterior para las ediciones europeas.

## Recepción
Tanto Inazuma Eleven 2: Tormenta de Fuego como Inazuma Eleven 2: Ventisca Eterna no funcionaron tan bien como el primer videojuego en el mercado del Reino Unido cuando ingresaron al Chart Track UK Top 40 del precio completo de Nintendo DS en la semana que finalizó el 17 de marzo de 2012. Ventisca Eterna comenzó el n.°15 y Tormenta de Fuego el n.°17 pero lograron el Top 40 general de todos los formatos para esa semana. Como referencia, el original Inazuma Eleven para Nintendo DS ingresó en la lista de precio completo de Nintendo DS en Reino Unido en la semana que finalizó el 27 de agosto de 2011 en el puesto 3, lo que equivale a una posición de debut n.°25 en el Top 40 Entertainment.
El sitio web del Reino Unido Cubed3 lo puntuó con un 9 sobre 10, con el director de Operaciones Adam Riley afirmando, "Level-5 una vez más entregó un esfuerzo excelente en esta adictiva serie" y que "...cualquiera que incluso disfrutara marginalmente del primer título debería elegir este sin dudarlo".
El sitio web de HobbyConsolas valoró el videojuego en un 91%. El redactor Rubén Guzmán afirmó que "Inazuma Eleven 2 camina firmemente a través de la senda que inició su predecesor, y estamos seguros de que va a ser un gran y merecido éxito de ventas en nuestro país." en referencia a España, asegurando que "es un producto enfocado al público juvenil, entre el cual sin duda cuajará como ya lo hizo el primero, aunque los más adultos también deberían darle una oportunidad". Como punto negativo, destacó el siguiente punto: "No tiene partidos online, que hubieran dado mucho más valor al juego".